# Edmondo II d'Inghilterra
Edmondo Fiancodiferro (in inglese Edmund Ironside; Regno del Wessex, 988 – 30 novembre 1016) è stato re degli Inglesi dal 23 aprile al 30 novembre 1016.
Il suo soprannome, Fianco di ferro, gli è stato conferito per i suoi sforzi tesi a evitare l'invasione dell'Inghilterra di Canuto il Grande. Fu il primo sovrano a essere incoronato a Londra nella vecchia cattedrale di Saint Paul.

## Biografia
Edmondo era il secondo figlio del re Etelredo lo Sconsigliato, detto lo Sconsigliato e della sua consorte Ælfgifu di York che morì verso il 996. Il padre si risposò sei anni più tardi con Emma di Normandia. Alla morte del fratello primogenito Æthelstan egli divenne il pretendente al trono.
Sorsero tuttavia pesanti conflitti fra padre e figlio e nel 1015 il re Etelredo fece giustiziare due alleati del figlio, Sigeferth e Morcar. Edmondo allora fece uscire dal convento la vedova di Sigeferth, Ealdgyth, dove era stata costretta a ritirarsi dopo la morte del marito, e la sposò contro il volere del padre. Durante questo periodo il re di Danimarca Canuto il Grande attaccò l'Inghilterra con il suo esercito. Nel 1016 Edmondo organizzò una rivolta contro il padre in combutta con il conte di Northumbria, Uchtred l'Ardito, ma dopo che quest'ultimo lo aveva abbandonato per sottomettersi a Canuto, padre e figlio si riconciliarono.

## Re e combattente
Etelredo II, che si era già ammalato in precedenza, morì il 23 aprile 1016. Edmondo salì al trono ed organizzò uno sforzo da ultima trincea per rinvigorire la difesa dell'Inghilterra. Mentre i danesi assediavano Londra, Edmondo si diresse verso il Wessex, ove mise insieme un esercito. Quando i danesi lo attaccarono egli li bloccò e quindi li costrinse a togliere l'assedio di Londra e riportò numerose vittorie su Canuto, il quale però lo sconfisse definitivamente il 18 ottobre 1016 nella battaglia di Assandun, nell'Essex. Dopo la battaglia i due re negoziarono la pace con la quale Edmondo prese il Wessex mentre Canuto tenne i territori a nord del Tamigi. Inoltre concordarono che, quando uno dei due fosse deceduto, i suoi territori sarebbero stati ceduti al sopravvissuto.

### La fine
Edmondo morì dopo pochi mesi di regno ed i suoi territori, dopo la sua morte, passarono a Canuto: secondo una leggenda, alcuni soldati fedeli a Canuto, nascostisi nella toilette di Edmondo, lo uccisero a colpi di spada mentre si accingeva a fare i suoi bisogni, ma di ciò non esiste alcuna prova storica. La sua salma fu tumulata nell'abbazia di Glastonbury, nel Somerset. Tuttavia l'abbazia andò successivamente distrutta e non rimase nulla né della cripta né del monumento funebre, per cui il luogo ove ora giacciono i suoi resti è sconosciuto.

## Famiglia e figli
Edmondo sposò Ealdgyth, di ascendenza sconosciuta. Essi ebbero:
- Edoardo l'Esule, inviato in Svezia da Canuto il Grande perché fosse ucciso, ma scampato invece a Kiev finì la sua vita in Ungheria;
- Edmondo Atheling.

## Ascendenza
|                           |   |                       | Genitori |  |  | Nonni |  |  | Bisnonni                |  |  | Trisnonni          |  |
|                           |   |                       |          |  |  |       |  |  | Edmondo I d'Inghilterra |  |  | Edoardo il Vecchio |  |
|                           |   |                       |          |  |  |       |  |  | Edmondo I d'Inghilterra |  |  | Edoardo il Vecchio |  |
|                           |   | Edgiva di Kent        |          |  |  |       |  |  | Edmondo I d'Inghilterra |  |  |                    |  |
| Edgardo d'Inghilterra     |   |                       |          |  |  |       |  |  | Edmondo I d'Inghilterra |  |  |                    |  |
|                           |   | Elgiva di Shaftesbury | …        |  |  |       |  |  |                         |  |  |                    |  |
|                           |   | Elgiva di Shaftesbury | …        |  |  |       |  |  |                         |  |  |                    |  |
|                           |   | Elgiva di Shaftesbury | Wynflaed |  |  |       |  |  |                         |  |  |                    |  |
| Etelredo II d'Inghilterra |   | Elgiva di Shaftesbury |          |  |  |       |  |  |                         |  |  |                    |  |
|                           |   | Ordgar                | …        |  |  |       |  |  |                         |  |  |                    |  |
|                           |   | Ordgar                | …        |  |  |       |  |  |                         |  |  |                    |  |
|                           |   | Ordgar                | …        |  |  |       |  |  |                         |  |  |                    |  |
| Elfrida d'Inghilterra     |   | Ordgar                |          |  |  |       |  |  |                         |  |  |                    |  |
|                           |   | …                     | …        |  |  |       |  |  |                         |  |  |                    |  |
|                           |   | …                     | …        |  |  |       |  |  |                         |  |  |                    |  |
|                           |   | …                     | …        |  |  |       |  |  |                         |  |  |                    |  |
| Edmondo II d'Inghilterra  |   | …                     |          |  |  |       |  |  |                         |  |  |                    |  |
|                           | … | …                     |          |  |  |       |  |  |                         |  |  |                    |  |
|                           | … | …                     |          |  |  |       |  |  |                         |  |  |                    |  |
|                           | … | …                     |          |  |  |       |  |  |                         |  |  |                    |  |
| Thored                    | … |                       |          |  |  |       |  |  |                         |  |  |                    |  |
|                           |   | …                     | …        |  |  |       |  |  |                         |  |  |                    |  |
|                           |   | …                     | …        |  |  |       |  |  |                         |  |  |                    |  |
|                           |   | …                     | …        |  |  |       |  |  |                         |  |  |                    |  |
| Aelfgifu di York          |   | …                     |          |  |  |       |  |  |                         |  |  |                    |  |
|                           |   | …                     | …        |  |  |       |  |  |                         |  |  |                    |  |
|                           |   | …                     | …        |  |  |       |  |  |                         |  |  |                    |  |
|                           |   | …                     | …        |  |  |       |  |  |                         |  |  |                    |  |
| …                         |   | …                     |          |  |  |       |  |  |                         |  |  |                    |  |
|                           |   | …                     | …        |  |  |       |  |  |                         |  |  |                    |  |
|                           |   | …                     | …        |  |  |       |  |  |                         |  |  |                    |  |
|                           |   | …                     | …        |  |  |       |  |  |                         |  |  |                    |  |
|                           |   | …                     |          |  |  |       |  |  |                         |  |  |                    |  |